# Charazani (gemeente)
Gral. Juan José Perez, vroeger Charazani, is een gemeente (municipio) in de Boliviaanse provincie Bautista Saavedra in het departement La Paz. De gemeente telt naar schatting 13.415 inwoners (2018). De hoofdplaats is Charazani.

## Indeling
De gemeente bestaat uit de volgende kantons:
- Cantón Amarete - 3.017 inwoners (2001)
- Cantón Carijana - 671 inw.
- Cantón Chari - 770 inw.
- Cantón Chullina - 1.682 inw.
- Cantón Charazani (General Juan José Pérez) - 1.097 inw.
- Cantón Ramon Gonzales (A. Chajlaya) - 510 inw.
- Cantón Santa Rosa de Caata - 615 inw.